# Laibarös

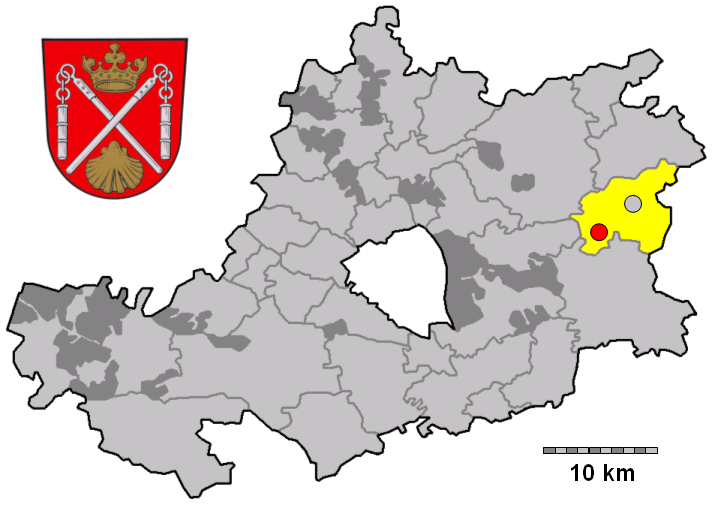
Lage im Landkreis Bamberg und in der Gemeinde Königsfeld

Laibarös ist ein Gemeindeteil der Gemeinde Königsfeld im oberfränkischen Landkreis Bamberg in Bayern.

## Geografie
Das kleine Dorf Laibarös liegt in der Fränkischen Schweiz etwa 20 Kilometer östlich von Bamberg im Fränkischen Jura auf der Gemarkung Poxdorf in einer Höhe von 481 m ü. NHN am Rand des Leinleitertals.
Nachbarorte sind Tiefenellern (Gemeinde Litzendorf), Neudorf (Stadt Scheßlitz), Poxdorf, Huppendorf, Voitmannsdorf (alle Gemeinde Königsfeld), Hohenpölz, Geisdorf, Herzogenreuth und die Heroldsmühle (alle Markt Heiligenstadt).

## Wanderwege
Durch den Ort verlaufen die Jura-Linie des Main-Donau-Wegs, der von Bad Staffelstein nach Regensburg führt, und der Frankenweg. Von Laibarös aus führen diese Wanderwege in südlicher Richtung durch das Leinleitertal nach Heiligenstadt, in nördlicher Richtung über die Wallfahrtskirche Gügel und die Giechburg nach Scheßlitz. In Laibarös beginnt der ein Trockental bildende Abschnitt mit Karstquellen und Tummlern, der bis zum Heiligenstädter Ortsteil Heroldsmühle führt.

## Wasserversorgung

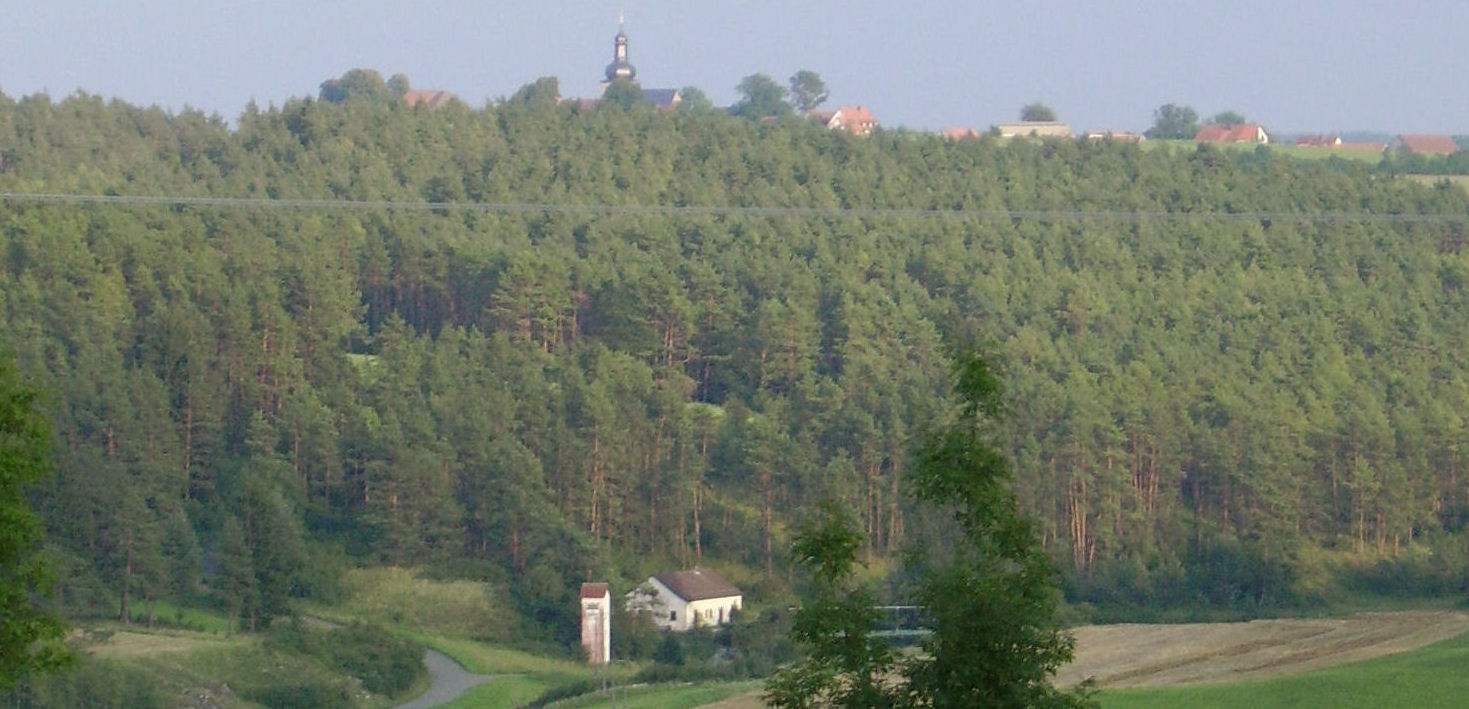
Im Vordergrund Pumpenhaus und Trafoturm der Wasserversorgung (am Horizont das Dorf Hohenpölz)

Bis zum Jahr 1958 war Laibarös Wassernotstandsgebiet. Der verkarstete Boden hielt das Wasser nicht auf. So kam es, dass Regenfälle relativ schnell versickerten. In den Sommermonaten kam es oft genug vor, dass der Dorfbrunnen versiegte und die Einwohner des Dorfes aus benachbarten Ortschaften mit Fässern Wasser holen mussten.
Nachdem bei Probebohrungen in 90 Meter Tiefe Wasser gefunden wurde, gründete sich der Wasserzweckverband Poxdorfer Gruppe, der die Ortschaften Huppendorf, Laibarös, Poxdorf, Hohenpölz und Brunn seitdem mit Wasser versorgt.

## Geschichte

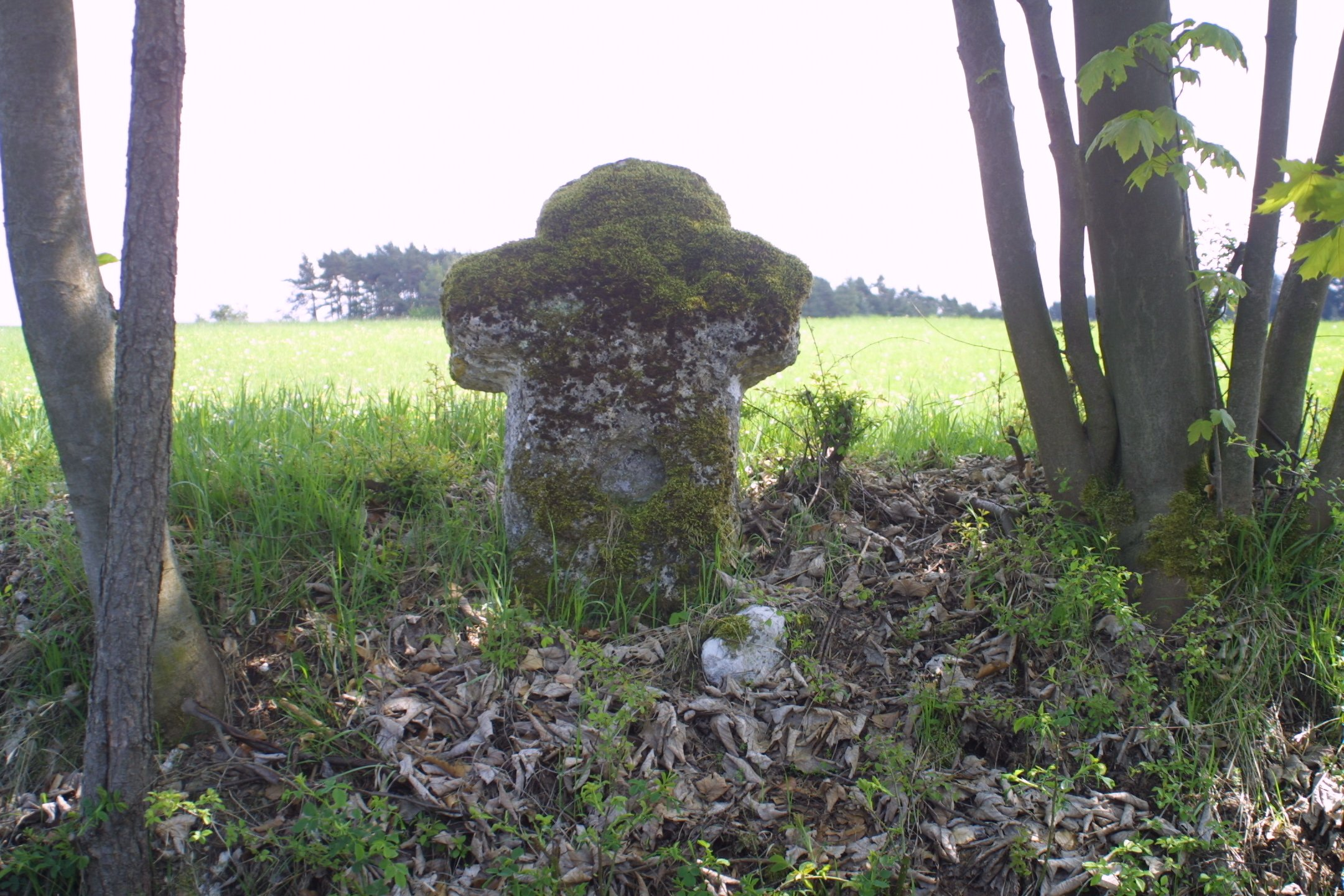
Sühnekreuz an der Straße nach Bamberg

Etwa einen Kilometer westlich von Laibarös an der Straße nach Bamberg steht ein stark verwittertes Sühnekreuz aus Kalkstein mit Aushöhlung für ein Totenlicht. Es ist 120 cm hoch und 90 cm breit. Auf der Rückseite befindet sich ein erhabenes Kreuz. Der Anlass für die Aufstellung dieses Kreuzes ist nicht bekannt.

### Name
Um das Jahr 700 wanderten von Osten her slawische Siedler, die Wenden, ein. Ein Relikt dieser Zeit sind Orts- und Flurnamen slawischen Ursprungs. Dazu gehören die Dörfer Tiefenpölz, Hohenpölz, Laibarös und Treunitz.
Die Gründung von Laibarös könnte mit der großen Rodungswelle im 10. Jahrhundert zusammengefallen sein. Der Name geht wohl auf den wendischen Namen Ljuborod zurück. Dafür spricht auch die Betonung des Ortsnamens auf der letzten Silbe. Laibarös hieß also wahrscheinlich Ljuboródze (Dorf des Ljuborod). Im Buch Die Ortsnamen in Europa wird Laibarös von Laub (Wald) und -reuth (Rodung) abgeleitet und bedeutete demzufolge Waldrodung; diese Namensdeutung ist jedoch wissenschaftlich nicht belegbar.
Ernst Schwarz gibt das Jahr 1310 für die erste urkundliche Erwähnung des Namens „Leuberoz“ an; außerdem verweist er auf das Lehnsbuch des Bischofs Albrecht von Wertheim, in dem im Jahre 1409 der Name „Lewbroz“ erscheint.
Wäre Laibarös erst nach dem Jahre 1000 entstanden, hätte es keinen wendischen Namen mehr bekommen. Im Jahre 1007 gründete nämlich Kaiser Heinrich das Bistum Bamberg, um die Wenden zu bekehren. Im Zuge der Christianisierung wurde die wendische Sprache immer mehr zurückgedrängt. Spätestens ab dem 12. Jahrhundert scheint es keine Wenden mehr in der Region gegeben zu haben.

### Speculum Orbis Terrae

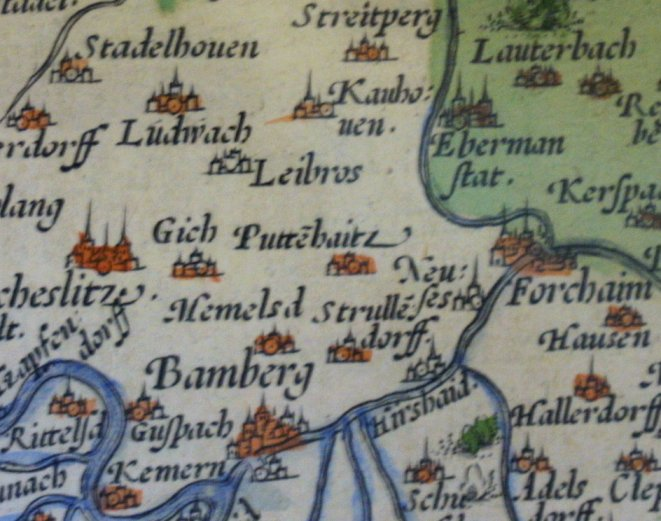
Der Kupferstich Franciae Orientalis Descriptio mit Laibarös

Bemerkenswert sind die Frankenkarte des Cornelis de Jode aus dem Speculum Orbis Terrae, einem Atlas, der dem Bamberger Fürstbischof Neidhardt von Thüngen gewidmet ist, und der Kupferstich Franciae Orientalis Descriptio des Sebastian von Rotenhan aus der zweiten Hälfte des 16. Jahrhunderts, in denen „Leibroß“ bzw. „Leibros“, aber keine der umliegenden Ortschaften – nicht einmal Königsfeld – dargestellt ist.  Diese Karten dienten anscheinend über hundert Jahre als Vorlage für weitere Landkarten von Franken, z. B. für die 1626 in Amsterdam erschienene Frankenkarte Nova Franconiae Descriptio von Johannes Janssonius.

### Bauernaufstand von 1525
Zins und Fron führten zum Bauernaufstand des Jahres 1525. Diese Bedrängnis führte zu reformatorischen Bestrebungen in der Kirche. So forderten die Dörfer Königsfeld, Voitmannsdorf, Hohenpölz und Laibarös am 8. Mai 1525:
1. das Wort Gottes lauter und klar zu predigen
2. den Bamberger Fürsten alleine nach Gott als einen Herrn zu haben
3. das fließende Wasser solle frei sein
4. aus dem Wald Bau- und Brennholz holen und zu gebräuchlicher Zeit darinnen weiden zu dürfen
5. alles Wild und Vögel sollten frei sein
6. weder Fronsteuer noch Zoll zu geben
7. vom Getreide nur noch das 30. Band als Zehnt geben zu müssen
8. den kleinen Zehnt, lebendig und tot, ganz abzuschaffen
9. Erbzins und Gült billiger zu machen nach Wert und Vermögen der Güter
10. den Handlohn abzuschaffen
11. den Beschwerden wegen der Schaftriebe nachzugehen, damit die Dörfer ihr Vieh halten können
12. ihre Pfarrer selbst annehmen zu können, jeder Pfarrer müsse gelehrt sein[3]

### Zugehörigkeit

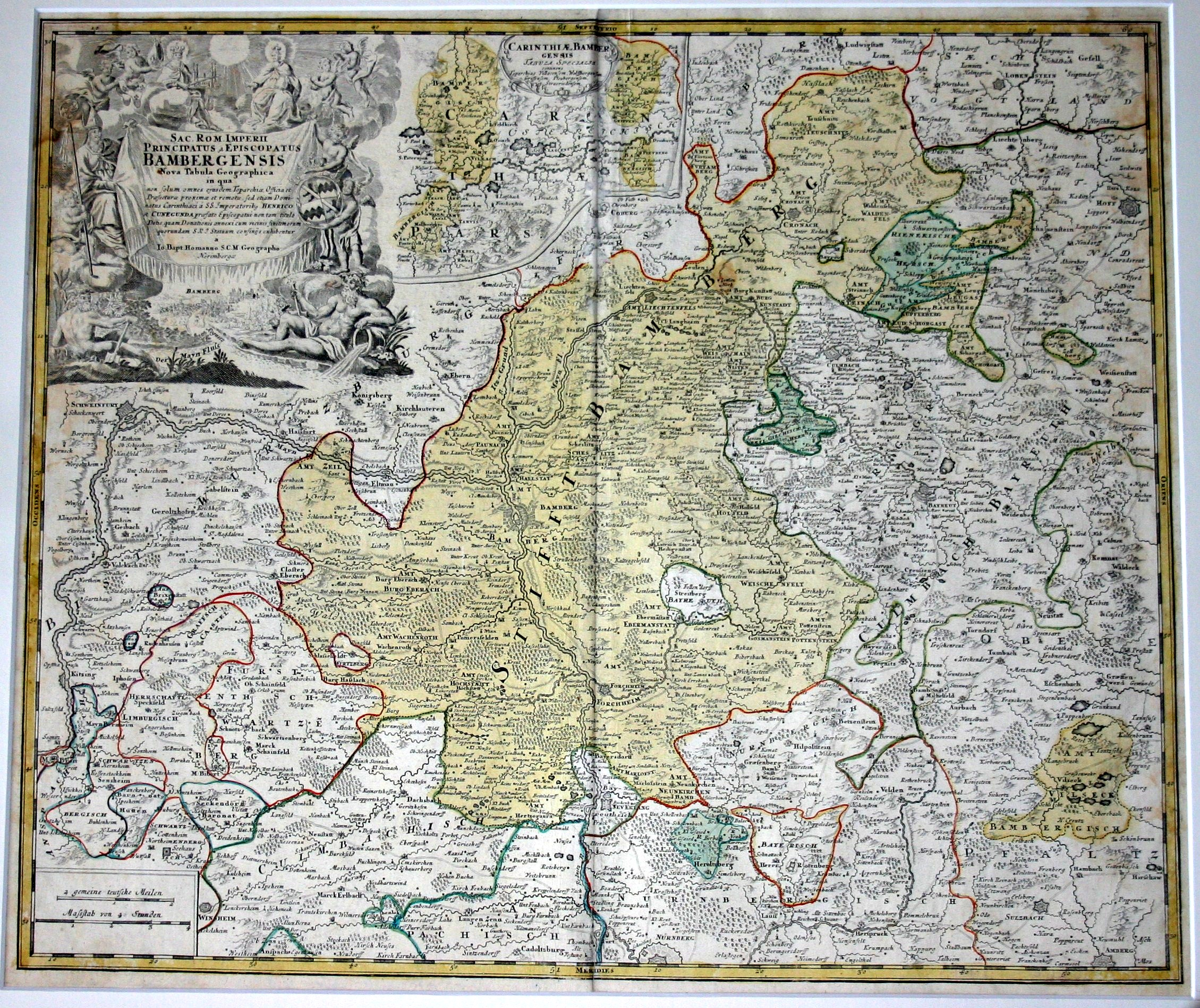
Das Hochstift Bamberg um 1700

Im Mittelalter scheint Laibarös den Herren von Aufseß gehört zu haben, von denen es an die Andechs-Meranier kam und von diesen an die Grafen von Truhendingen, ehe es an das Hochstift Bamberg überging.
In der geographischen Beschreibung des Erzbistums Bamberg aus dem Jahr 1833 heißt es:
„Laibarös, Dorf mit 26 Häusern und 144 Seelen, 1 Stunde südwestlich von Königsfeld, im Landgericht Hollfeld und Patrimonialgericht Burggrub.“
Politisch gehört Laibarös zur Gemeinde Königsfeld, wohin es auch seit Jahrhunderten pfarrt. Zur Kirche gehen die katholischen Bewohner aber in die St.-Laurentius-und-Heinrich-Kirche im benachbarten Hohenpölz, wo sich auch der gemeinsame Friedhof befindet.
Nach der Auflösung des Hochstifts im Jahr 1802 wurde Hollfeld Sitz eines bayerischen Landgerichtes. Dadurch kam Laibarös in der zweiten Hälfte des 19. Jahrhunderts zum Bezirksamt Ebermannstadt. Später war es ein Gemeindeteil der Gemeinde Poxdorf im Landkreis Ebermannstadt, die 1971 im Rahmen der Gebietsreform in Bayern nach Königsfeld eingemeindet wurde. Königsfeld gehört seit dem 1. Juli 1972 zum Landkreis Bamberg.
Die schulpflichtigen Kinder des Dorfes gingen bis 1966 zu Fuß in die einklassige Volksschule Hohenpölz, eine typische Zwergschule mit einem einzigen Lehrer für acht Schulklassen in zwei Unterrichtsräumen.
Von 1966 an wurden die Schulkinder mit dem Schulbus in verschiedene Schulorte der Verbandsschule Königsfeld gefahren. Schulstandorte waren Königsfeld, Poxdorf, Hohenpölz, Treunitz und eine Zeit lang auch Drosendorf an der Aufseß. In Königsfeld gibt es weiterhin die Grund- und die Hauptschule, weiterführende Schulen in Hollfeld, Landkreis Bayreuth.

### Kapelle

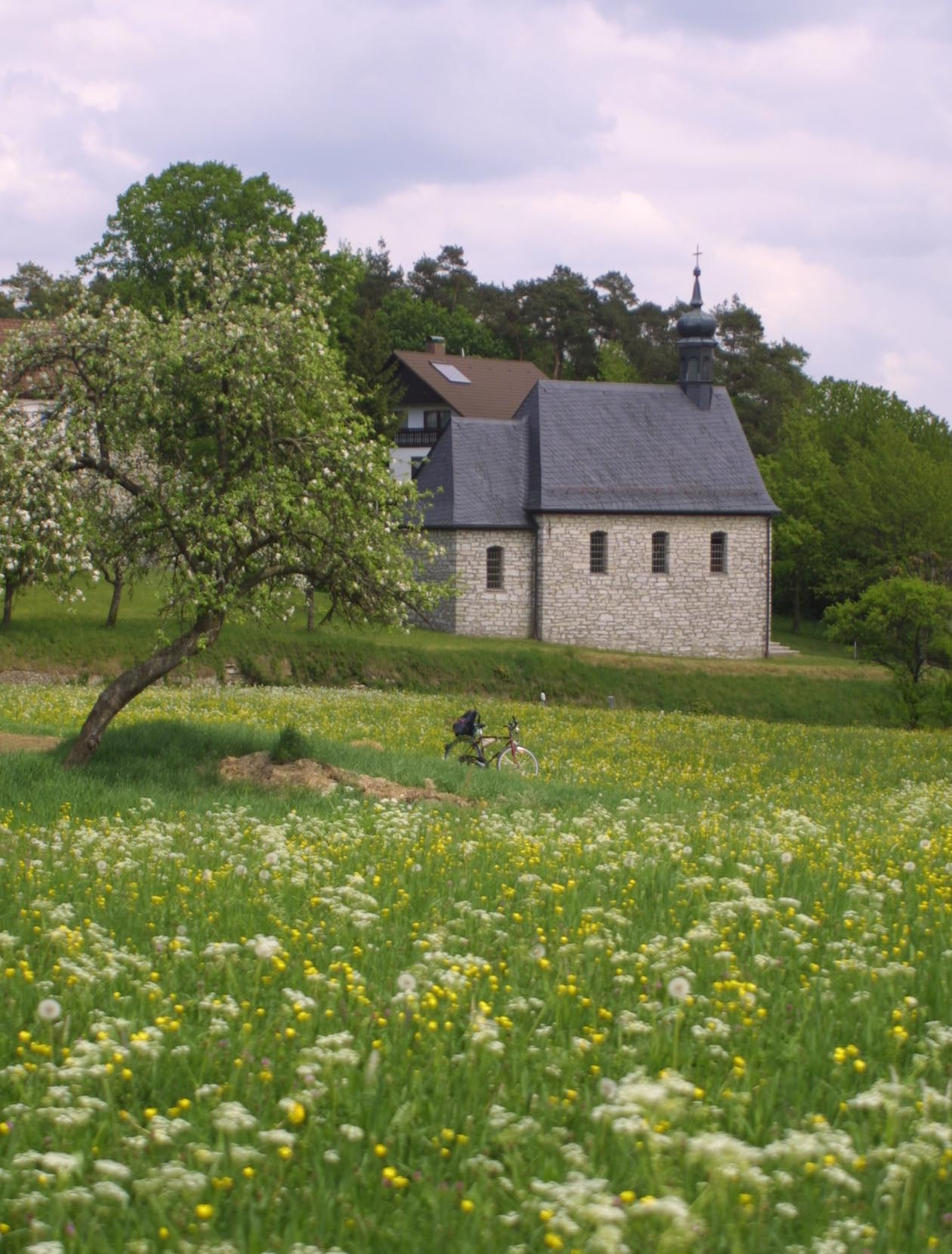
Außenansicht
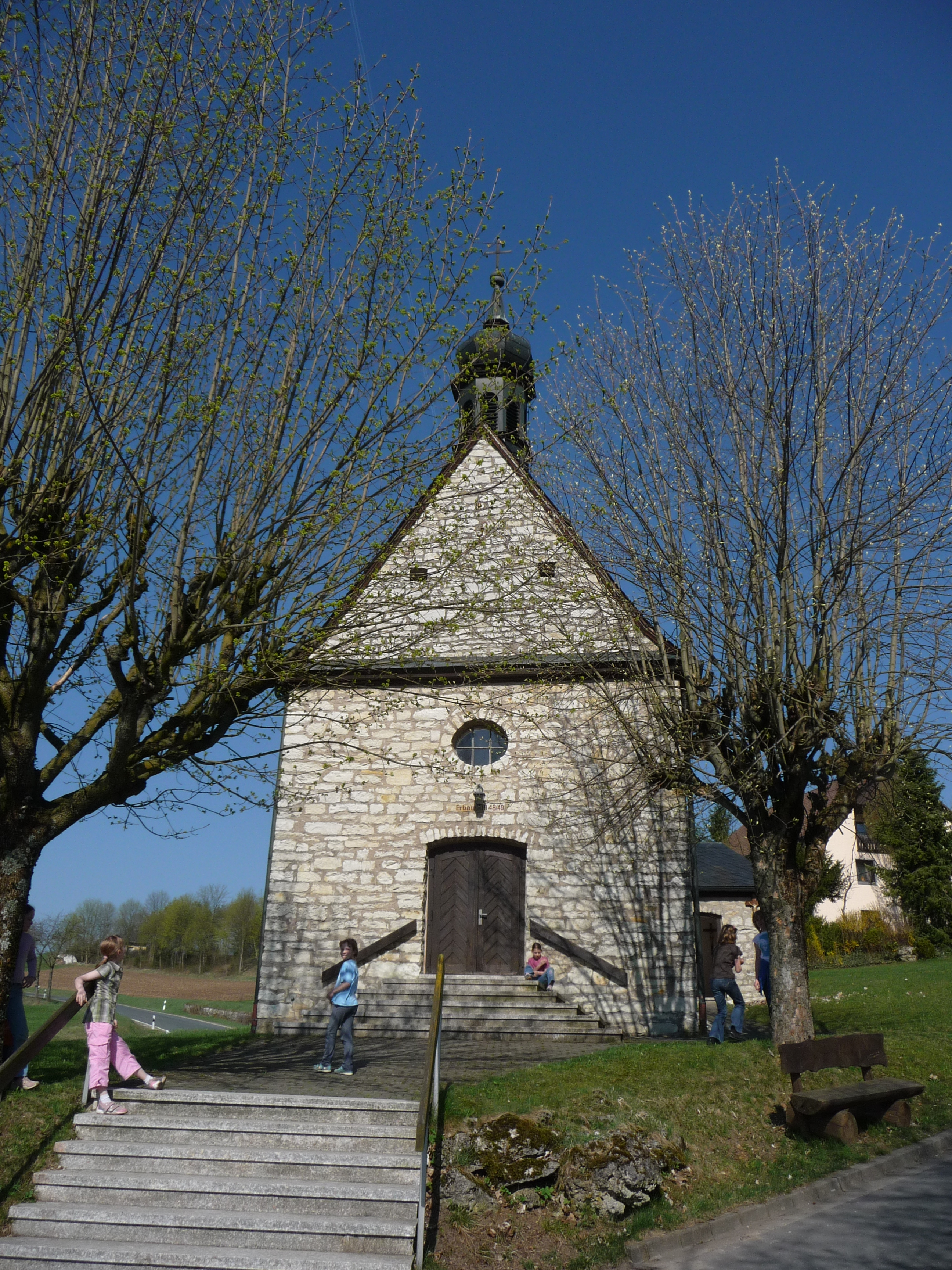
Außenansicht
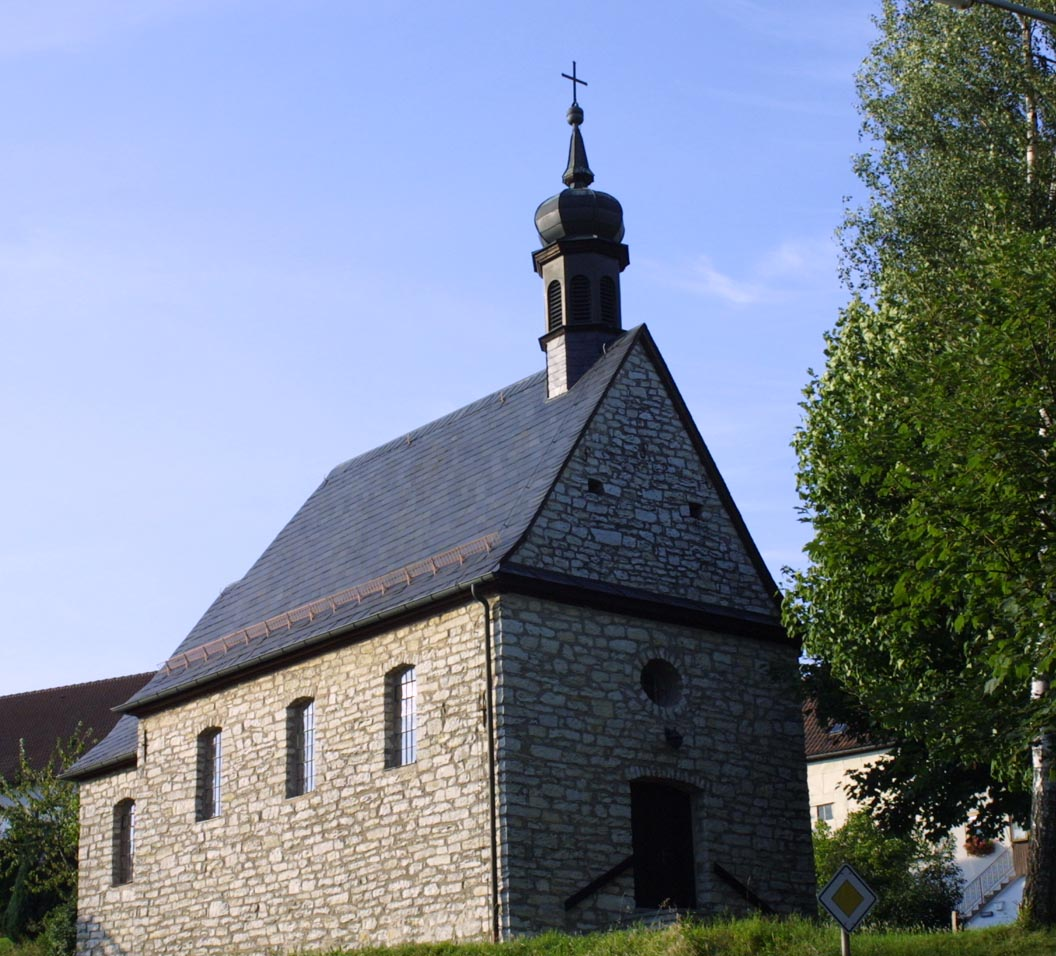
Außenansicht
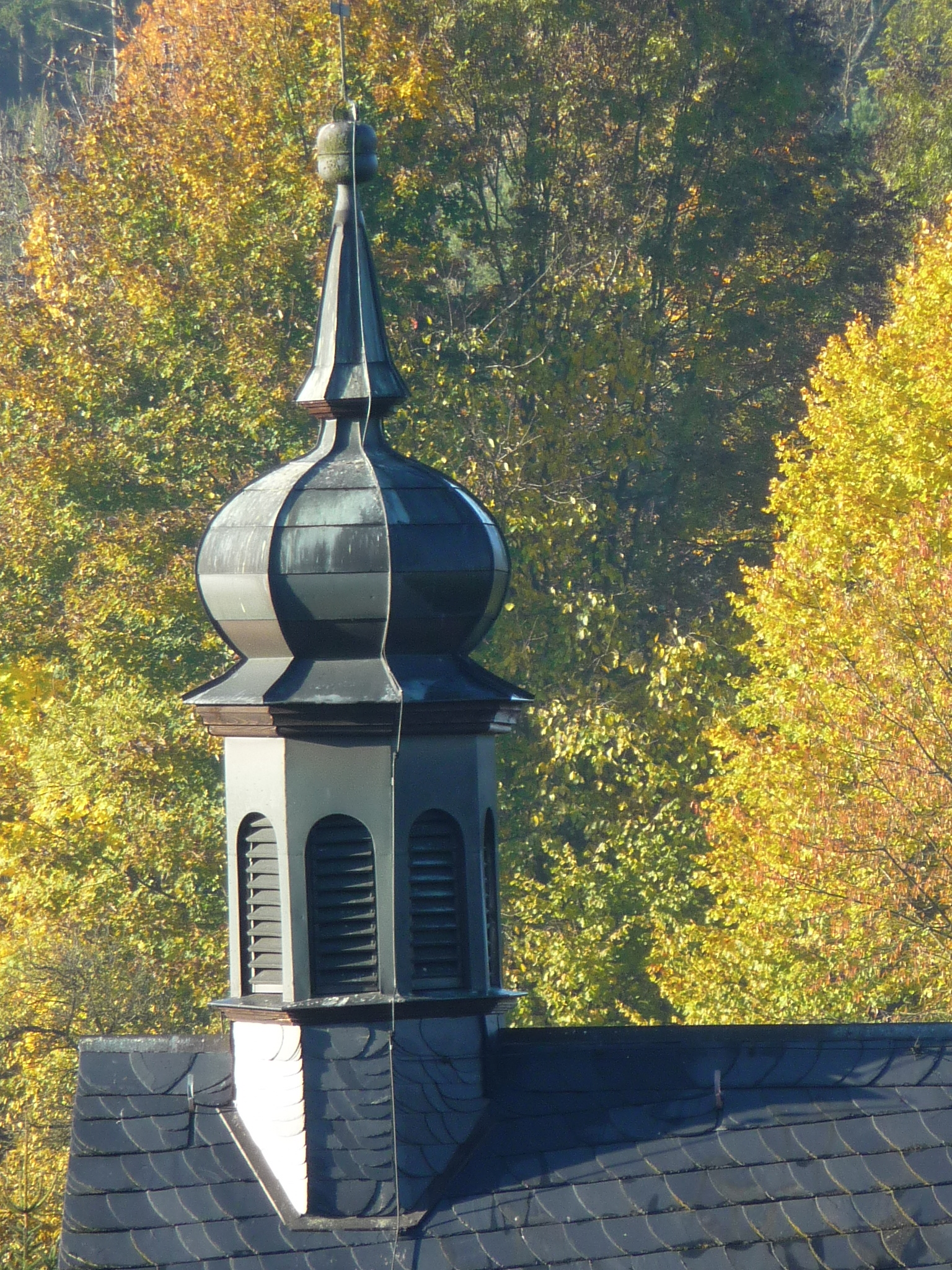
Laterne

Wahrzeichen des Dorfes ist die 1950 eingeweihte Kapelle Maria Königin des Friedens, deren Bau im Jahr 1947 von Kriegsheimkehrern in Angriff genommen wurde. Sie steht auf einer Anhöhe am Ortsrand und fällt durch ihre Kalksteinfassade ins Auge.

## Brauchtum

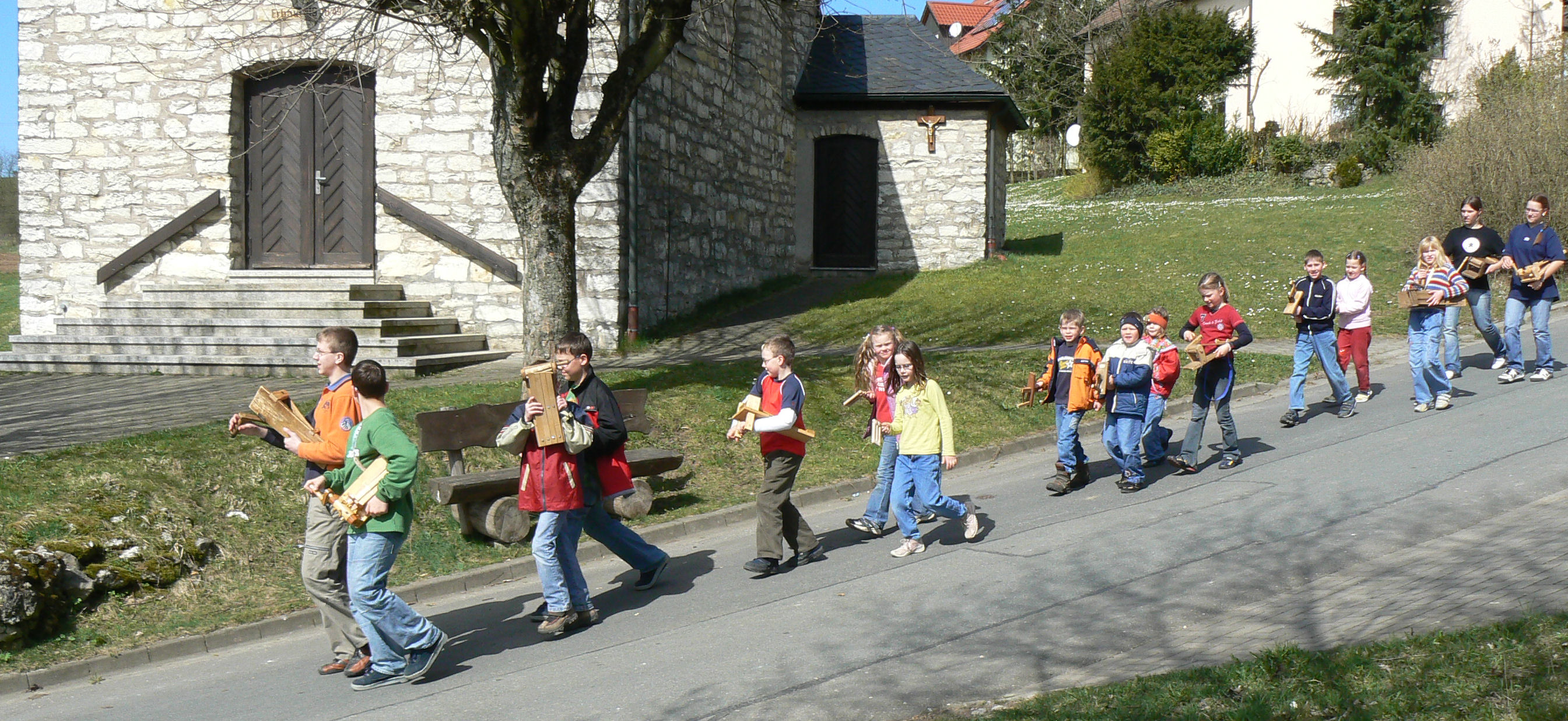
Kinder beim Ratschen in der Karwoche

In dem fast ausschließlich katholischen Dorf hat sich  manches, meist religiös motiviertes Brauchtum erhalten.
Osterbrunnen
Der Brauch des Osterbrunnenschmückens war nahezu in Vergessenheit geraten, bevor ihn Reinhard Reinhard in Heiligenstadt wieder belebte.
Ratschen
In der Karwoche ziehen die Kinder mit Ratschen durch das Dorf, um zu den Gebetszeiten die Kirchenglocken zu ersetzen, die in diesem Zeitraum schweigen.
Kirchweih
Zweimal im Jahr findet die Kirchweih statt, zum Patronatsfest der Kapelle Maria Friedenskönigin im Mai und im Juli zur Erinnerung an die Einweihung der Kirche im Jahr 1949.
Johannisfeuer
Der Brauch des Johannisfeuers steht in einer langen Tradition. An Johanni ziehen die Kinder durch das Dorf, um Brennmaterial für das Feuer zu sammeln, das am Abend auf einer Anhöhe angezündet wird.
Pfeffern
Am 28. Dezember, dem Tag der unschuldigen Kinder, ziehen die Jungen mit Weidenruten zum Pfeffern der Frauen und Mädchen durch das Dorf. Am 1. Januar sind die Mädchen an der Reihe.
Gügelwallfahrt
Einmal im Jahr wallfahren die Laibaröser zum Gügel, um des großen Wolkenbruchs im Jahr 1791 zu gedenken. Über diese Naturkatastrophe notierte der Schultheiß Johann Dorsch aus dem an der Leinleiter gelegenen Ort Traindorf:
„Am 18. August 1791 entstand bei Lindach und Laibarös ein großer Wasserguß mit Kieseln und Regen, daß von Lindach 225 Stück Schafe von der Flut mitweg geführt worden, und was noch für Früchte auf selbigen Fluren gestanden sind geschlagen und verdorben gewesen. So kommt dann das Gewässer herunter nach Oberleinleiter, wo es vielen Schaden mit sich brachte. Es riß erstlich 2 Scheunen ein und führte sie von ihrer Stelle, daß man nicht sah, wo sie gestanden und viele Häuser sind dadurch beschädigt und ein-gestürzt worden. Die Mühle aber zu Oberleinleiter führte es gänzlich mit weg. ... Ein so großes Wasser ist bei Mannsgedenken bei uns nicht gesehen worden...“